# 横河武蔵野アルテミ・スターズ
横河武蔵野アルテミ・スターズ(よこがわむさしのアルテミ・スターズ、アルファベット表記：Yokogawa Musashino Artemistars)は、東京都武蔵野市を本拠地として活動している女子ラグビーチーム。

## 来歴
2017年、創設。
2020年、第6回女子選手権大会決勝で引き分けのため、RKU龍ケ崎GRACEと共に両チーム優勝。また同年、ユース部門設立。
2022年1月23日、第8回全国女子ラグビーフットボール選手権大会の優勝決定戦で、日本経済大学・九州産業大学・ながとブルーエンジェルス合同チームを28-0で破り、優勝した。

## 主な在籍選手
- 南早紀(主将・女子日本代表)
- 江渕まこと(女子日本代表)
- 櫻井綾乃(7人制女子日本代表・女子日本代表)
- 高野眞希(7人制女子日本代表・女子日本代表)
- 津久井萌(女子日本代表)

## 主な在籍した選手
- 加藤幸子(女子日本代表)
- 小林花奈子(女子日本代表)

## 獲得タイトル
- 全国女子ラグビーフットボール選手権大会
  - 2020年、2022年